# Björn Bergsten
Björn Bergsten, född 14 oktober 1965 i Tranemo, Älvsborgs län, är en svensk konstnär.
Bergsten utbildades vid Konsthögskolan i Stockholm 1991-1996. Främst målare och har utfört en del offentliga verk på uppdrag av statens konstråd. "Fanfar" en offentlig utsmyckning i Kungälv i rostfritt stål av Bergsten.